# Nematòcers
Els nematòcers (Nematocera, gr. "nema, -atos", fil i "keras", banya o antena) són un subordre de dípters on s'inclouen insectes tan populars com els mosquits.

## Característiques
Els nematòcers es caracteritzen per tenir les antenes filiformes de 6 o més segments (d'on els ve el nom), sovint plomoses, i un cos també allargat. Les larves de gairebé totes les espècies són aquàtiques.

## Taxonomia
La taxonomia d'aquest subordre encara és objecte de discussió. Els nematòcers són un dels dos subordres clàssics de dípters, junt amb els braquícers, però la majoria dels autors considera que és un grup parafilètic, que agrupa Famílias que han conservat característiques primitives: 
Provisionalment s'utilitza encara la divisió clàssica de 7 infraordres i 35 famílies.
- Infraordre Tipulomorpha
  - Família Cylindrotomidae
  - Família Limoniidae
  - Família Pediciidae
  - Família Tipulidae
- Infraordre Psychodomorpha
  - Família Canthyloscelidae
  - Família Perissommatidae
  - Família Psychodidae
  - Família Scatopsidae
  - Família Trichoceridae
- Infraordre Ptychopteromorpha
  - Família Ptychopteridae
  - Família Tanyderidae
- Infraordre Culicomorpha
  - Família Ceratopogonidae
  - Família Chaoboridae
  - Família Chironomidae
  - Família Corethrellidae
  - Família Culicidae
  - Família Dixidae
  - Família Simuliidae
  - Família Thaumaleidae
- Infraordre Blephariceromorpha
  - Família Blephariceridae
  - Família Deuterophlebiidae
  - Família Nymphomyiidae
- Infraordre Bibionomorpha
  - Família Anisopodidae
  - Família Bibionidae
  - Família Bolitophilidae
  - Família Cecidomyiidae
  - Família Diadocidiidae
  - Família Ditomyiidae
  - Família Hesperinidae
  - Família Keroplatidae
  - Família Lygistorrhinidae
  - Família Mycetophilidae
  - Família Pachyneuridae
  - Família Rangomaramidae
  - Família Sciaridae
- Infraordre Axymyiomorpha
  - Família Axymyiidae